# Rachel Legrain-Trapani

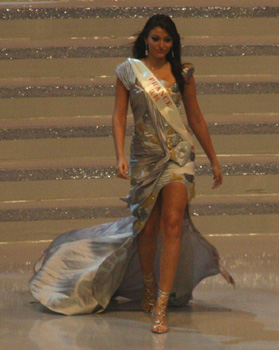
Rachel Legrain-Trapani

Rachel Legrain-Trapani (ur. 31 sierpnia 1988 w Saint-Saulve) – Miss Francji 2007. Mieszka w Saint-Quentin.
9 grudnia 2006 jako Miss Aisne i reprezentantka Pikardii zdobyła tytuł Miss Francji 2007.
Chciała zrzec się udziału w konkursie Miss World na rzecz Sophie Vouzelaud, pierwszej vicemiss, a zarazem pierwszej niedosłyszącej finalistki konkursu Miss Francji. Władze konkursu Miss World nie zgodziły się jednak na to, gdyż akceptują jedynie zwyciężczynie konkursów krajowych.
W 2012 roku, wyszła za mąż za piłkarza Aurélien Capoue.